# یک روز شلوغ
یک روز شلوغ (به انگلیسی: A Busy Day) فیلمی کوتاه و صامت، به کارگردانی مک سنت با بازی چارلی چاپلین و تولید سال ۱۹۱۴ است. در صحنه‌ای، چاپلین مثل فیلم مسابقه اتومبیل‌رانی در ونیز به جلوی دوربین می‌رود و ژست می‌گیرد.

## داستان
مردی، همسرش (چارلی چاپلین) را رها می‌کند و با زنی دیگر دوست می‌شود. زن با شوهرش درگیر می‌شود و در نهایت، مرد او را به داخل آب می‌اندازد.

## بازیگران
- چارلی چاپلین - همسر
- مک سوین - شوهر
- فیلیس آلن زن دیگر
- مک سنت - کارگردان
- بیلی گیلبرت - پلیس
- بیلی گیلبرت
- تد ادواردز